# Belchior Vieira de Ternate
Belchior Vieira de Ternate (Faro, 1540 - ?) foi um nobre português.

## Biografia
Militou na Índia. Teve o Hábito de Cavaleiro da Ordem de Cristo e Carta de Brasão de Armas Novas dadas pelos serviços prestados a D. Filipe I de Portugal e a seus antecessores no Trono, obrados na Índia tanto por mar, como por terra, principalmente nas Ilhas Molucas, na Ilha de Ternate, no ano de 1570, quando era Capitão da Fortaleza D. Álvaro de Ataíde. Foi, então, a fortaleza cercada por vários Reis com grande poder de gente e o Capitão entregou a defesa de um dos quatro baluartes de madeira que a protegiam a Belchior Vieira, que durante nove meses sustentou o cerco posto pelo inimigo. Durante o sítio mataram um dos dois companheiros que D. Álvaro de Ataíde lhe dera e depois o feriram a ele e ao outro nos assaltos feitos pelo inimigo à povoação, na qual entraram e saquearam, assim como os outros três baluartes. Belchior Vieira não aceitou as propostas inimigas, nem se rendeu, pelo que foi de novo combatido. Com grande esforço matou muita gente contrária, entre a qual alguns parentes dos Reis e um Capitão-Mor, tio do Rei de Tidore, que caíram mortos junto do baluarte. Devido à sua bravura e a não se ter rendido, a fortaleza não chegou a ser entrada pelo inimigo. D. Filipe I, em atenção a tais serviços, por Carta de 2 de Março de 1584, passada em Lisboa, o tirou do número dos homens plebeus e o fez Nobre e Fidalgo de Cota de Armas, concedendo-lhe as seguintes Armas Novas com o Apelido de Ternate: de vermelho, com um baluarte de prata, lavrado de negro, firmado nos flancos do escudo, rematado por um braço vestido de malha, empunhando uma espada de sua cor, guarnecida de ouro, o baluarte acompanhado em ponta de uma cabeça de Mouro de sua cor, fotada de prata; timbre: o braço do escudo suspendendo a cabeça pela fota.